# Васильевское (Гагаринский район)
Васи́льевское — село в Смоленской области России, в Гагаринском районе. Население — 63 жителя (2007). Расположено в северо-восточной части области в 13 км к юго-западу от Гагарина, в 10 км севернее автомагистрали М1 «Беларусь» у автодороги Царёво-Займище — Баскаково, на левом берегу реки Сежа. В 1,5 км к югу от деревни станция Серго-Ивановская на железнодорожной линии Москва — Минск.
Входит в состав Серго-Ивановского сельского поселения.

## История
До 1918 года село принадлежало дворянам Повалишиным. Ими в 1770-х годах была сооружена церковь Благовещения. В начале XIX века построен главный дом усадьбы, кухонный корпус, дом управляющего, амбар, хозяйственные постройки, разбит парк с прудами. В настоящее время церковь разобрана (осталась колокольня), парк сильно зарос.

## Достопримечательности
Памятник архитектуры: Усадьба Повалишиных, XIX век.

## См также
Повалишины